# José Simont
José Simont (Barcelone, 1875 - Caracas, 1968) est un dessinateur catalan. Il est l'un des principaux dessinateurs de L'Illustration, entre 1902 et 1944. Il est connu pour ses dessins de la Première Guerre mondiale.
C'est le père de Marc Simont, auteur et illustrateur américain,.

## Biographie

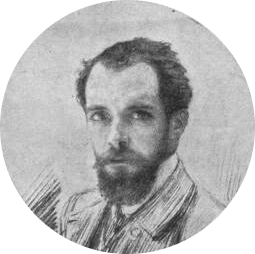
José Simont en 1909.

De son nom de naissance, José Simont i Guillén est né le 30 septembre 1875 à Barcelone.
Il s'est formé à l'école des Beaux-Arts de Barcelone et fréquente, dans le même temps, l’école des Beaux-Arts de Lonja où il est l'élève de José Luis Pellicer.
Il fait la grande partie de sa carrière professionnelle en France à Paris, et collabore à des revues aux États-Unis et en Allemagne.
En 1898, il s'installe à Paris où il a son atelier, rue de Grenelle. Il fait ses débuts à la Maison de la bonne presse où il publie, dans leurs magazines, ses dessins pour l'illustration de contes et de nouvelles.
Début des années 1910, il se voit confier la réalisation de l’illustration principale du calendrier du journal La Croix. Il réalise quelques publicités comme celle pour le Champagne Roederer ainsi que des illustrations dans Le Monde illustré, ce qui lui permet d'avoir une certaine notoriété.
En 1902, L'Illustration lui propose un contrat qui durera une quarantaine d'années et ne s'arrête qu’en 1944, année où le journal est interdit pour faits de collaboration. Il y travaille avec Georges Scott et Louis Sabattier. Il réalise l'essentiel de ses dessins sur Paris mais en réalise également en province, comme le 30 avril 1938, avec les 9 aquarelles consacrées au Touquet-Paris-Plage, dont le marché couvert, en illustration de l'article de Robert de Beauplan.
Il collabore avec The Illustrated London News et au Berliner Illustrirte Zeitung.
C'est un travailleur acharné qui recherche la perfection du trait et de l’expression, il dit

« J’ai été et je suis toujours un grand travailleur du dessin. Pour beaucoup, il m’est arrivé de les recommencer dix fois. Je ne cède pas à la facilité et pour tout cela, je crois avoir fait une carrière honorable. J’ai aimé au plus haut point mon art »

Pendant la Première Guerre mondiale, il se rend sur le front et réalise de nombreux dessins qui représentent des scènes de la vie des soldats.
De 1921 à 1932 il s'installe à New York et collabore à la revue Collier’s.
En 1932, il revient en France et redevient un des principaux dessinateurs de L’Illustration. Pendant la Seconde Guerre mondiale, il s'installe à Lyon avec une partie de la rédaction de L'Illustration.
1947 marque son retour à Barcelone où il fait les premières expositions de ses œuvres, ainsi qu'à Madrid.
En 1962, il s'installe près de sa fille au Venezuela et meurt à Caracas le 19 novembre 1968.

## Pour approfondir